# Sabine Beens
Sabine Beens (Roosendaal, 1982) is een Nederlandse actrice en zangeres, tegenwoordig woonachtig in Waspik.

## Biografie
Beens studeerde aan de havo voor muziek en dans te Rotterdam en aan de Frank Sanders Akademie voor Musicaltheater. Ze studeerde af in 2003 en volgde daarna een postacademisch jaar. Zij volgde workshops en masterclasses bij faaam en volgde 2 maanden lang een workshop Shakespeare bij Lamda in Londen.
Voor haar zes rollen in HONK! was ze genomineerd voor een John Kraaijkamp Musical Award in de categorie Beste Vrouwelijke Bijrol in een kleine productie. Ook was ze in dezelfde categorie genomineerd bij de Vlaamse Musicalprijzen.
Ze is als actrice verbonden aan het gezelschap Theater van de klucht van Arijan van Bavel.

## Filmografie

### Musicals
- Aqua
- Www.Versus.Liefde
- 10! De Musical
- Het Laatste Avondmaal (zelf geschreven solo)
- Weil Ich Weill Liebe
- Van Brel tot Broadway
- Hartstocht (zelf geschreven solo)
- Hangijzers
- Broadway Babies (2003)
- Bloedbruiloft 2004
- Zwart bloed (2003)
- Een Perfecte God (2004)
- Sleutelkruid (2005)
- Merlijn en het Mysterie van Koning Arthur (2004 - 2006)
- Zwart Bloed (reprise) (2006)
- HONK! (2006 - 2007)
- Lieve Kitty (2007 - 2008)
- De Fabeltjeskrant
- Cabaret (september 2008-maart 2009), Fräulein Kost
- Schone Schijn als Daisy (2010 - 2011)
- Broadway in de Polder (Tekstpierement Jos Brink & Frank Sanders) (2011)
- De Zangeres (2011 - 2012)
- Ça Bien! one woman cabaret show (2010 - 2013)
- Wordt U Al Geholpen? (2012 - 2013)
- Concours de La Chanson (2014), finalist
- Vijftig Tinten de Parodie... (2013 - 2014), onderstudy Anna en Johanna
- Prettig Gestoord (2015 - 2016), Claartje In De Wei
- Boeing Boeing (2016 - 2017), Duitse stewardess
- In De Vlaamsche Pot (2017 - 2018) Connie
- ScherMUTSeling De Banditaas cabaret (2018)
- Medisch Centrum Best (2018 / 2019)
- Rocky Horror Show (2021 - 2022) - Columbia

### Film en televisie
- 'Bumperkleef' film (2019)
- 'Puppy Patrol' serie (2018), afl. 11
- 'Puck en Het Verdwenen Schaap' serie KRO/NCRV (2016 / 2017 / 2018)
- 'Contessa van Renesse' serie (RTL 4 2011)
- 'Ernst Bobbie en de Geslepen Onix' film (2006)
- 'Rozengeur en Wodka Lime' serie (2005)
- 'Klene Drop' (2004)

### Commercials
- 'Autotrack tv-commercial' (2011 - 2012)
- 'NHA Thuis Studies' tv-commercial (2015 - 2016)
- 'Kwantum' Commercial (2018)